# SEPT4
SEPT4‏ (Septin 4) هوَ بروتين يُشَفر بواسطة جين SEPT4 في الإنسان.